# أولاد امبارك الشيظمي (أولاد بوعنان)
أولاد امبارك الشيظمي هو دُوَّار يقع بجماعة لبخاتي، إقليم آسفي، جهة مراكش آسفي في المملكة المغربية. ينتمي الدوّار لمشيخة أولاد بوعنان التي تضم 17 دوار. يقدر عدد سكانه بـ 786 نسمة حسب الإحصاء الرسمي للسكان والسكنى لسنة 2004.

## روابط خارجية
- البوابة الوطنية للجماعات الترابية
- المندوبية السامية للتخطيط